# Damas Libertadoras
Las Damas Libertadoras, también llamadas Liberadoras, son miembros de un equipo de superheroínas ficticias que aparecen en los cómics estadounidenses publicados por Marvel Comics. La única aparición del equipo original fue en The Avengers # 83 (diciembre de 1970), escrito por Roy Thomas, con arte de John Buscema y Tom Palmer. El equipo original era un grupo único, que duró solo un número y tenía la intención de satirizar lo que se percibía como feminismo extremo, aunque ahora también se ve como un ejemplo temprano de la Bruja Escarlata como un personaje feminista.
En 2008, la organización internacional de inteligencia y antiterrorista S.H.I.E.L.D. reclutó a She-Hulk para formar un equipo de poderosas heroínas para luchar contra Hulk Rojo. Este equipo, compuesto solo por mujeres, no tenía un nombre en la historia, pero la narración y la portada se referían a ellas como las nuevas Damas Libertadoras.

## Historial de publicaciones
Las Damas Liberadoras se crearon en 1970 como una broma de un solo tema en The Avengers. El Feminismo era fuerte en ese momento, pero los creadores de Marvel Comics y las publicaciones de superhéroes en general todavía eran abrumadoramente masculinos. También consideraron que su audiencia era principalmente masculina. El escritor Roy Thomas creó el grupo como una caricatura del feminismo extremo. La historia presenta a una nueva personaje llamada Valquiria y le da una historia de origen que implica obtener un gran poder después de experimentar el sexismo constante y el rechazo de los hombres. Más tarde se revela que la historia de Valquiria es una mentira y que el personaje es en realidad Amora la Encantadora, una enemiga recurrente de Thor y los Vengadores. El diseño y el nombre utilizados para Valquiria se aplicaron más tarde a los héroes reales del Universo Marvel que trabajaron junto a Thor, así como a los Vengadores y Los Defensores.
La historia termina con el héroe Clint Barton como Goliat dando lecciones a las mujeres Vengadoras de que el feminismo y la "liberación de la mujer" no son algo que se deba seguir o tomar en serio. La Bruja Escarlata, que pudo ver a través del engaño de Amora y pudo derrotarla sin ayuda, argumenta que Barton está equivocado y que si las opiniones sexistas no disminuyen, las Lady Liberators podrían regresar algún día. Aunque es probable que esta escena final no deba tomarse en serio, la defensa de la Bruja Escarlata de que el argumento de Amora sobre el sexismo tenía razón y solo sus métodos estaban equivocados llevó a los lectores posteriores a ver esto como uno de varios ejemplos de su actuación como un personaje feminista positivo.
Cuando aparece Hulk Rojo, lucha contra varios héroes y agencias de aplicación de la ley. She-Hulk es derrotada por la criatura y luego S.H.I.E.L.D. le pide que reclute un equipo de héroes para combatir y someter a Hulk Rojo. Este equipo de corta duración, formado solo por mujeres héroes, aparece en Hulk volumen 2 # 7-9 (2008). La historia fue escrita por Jeph Loeb e ilustrada por Frank Cho. Aunque la portada de un cómic y la narración se refieren al equipo como Damas Libertadoras. El equipo fue organizado por S.H.I.E.L.D. con el propósito de someter a Hulk Rojo. Una vez que se completó la misión, el equipo se disolvió.

## Historia ficticia

### El Equipo de la Encantadora
Las miembros femeninas de los Vengadores se reúnen en una reunión secreta con una persona que se hace llamar Valquiria. Las heroínas reunidas incluyen Avispa, Viuda Negra, Bruja Escarlata y Medusa. Valquiria explica que ella era una científica brillante que sufría constantemente del sexismo y las actitudes desdeñosas de los hombres. Uno de sus experimentos le otorgó habilidades sobrehumanas, y ahora desea ayudar a las mujeres Vengadoras a abordar el sexismo en sus propias vidas confrontando a sus compañeros de equipo masculinos y exigiendo que se reconozca su propio poder y formidable. Ella señala ocasiones en que cada una de las mujeres presentes ha sido pasada por alto, ignorada o juzgada injustamente en relación con su género. Las Vengadoras están de acuerdo y se unen a Valquiria como un nuevo equipo, las Damas Libertadoras.
Las Damas Libertadoras se enfrentan a los Vengadores masculinos, solo para encontrarlos en la batalla con la nueva encarnación de los Maestros del Mal. Después de demostrar su poder al despachar rápidamente a los Maestros, las Libertadoras se vuelven contra los Vengadores. Luego se revela que Valquiria es una identidad falsa creada por la villana asgardiana Amora la Encantadora. Amora no solo se disfrazó y creó una narrativa de origen falso, sino que usó hechizos mágicos para influir en las mentes de las mujeres Vengadoras para que reaccionaran como ella quería y decidieran que sus compañeros de equipo masculinos merecían violencia. Amora luego intenta destruir a los Vengadores, pero la Bruja Escarlata usa su magia hexadecimal para forzar a la magia de Encantadora a que le salga el tiro por la culata. Se revela que la Bruja Escarlata había sospechado un engaño y pudo sacudirse la influencia de Amora.
Después de que termina la batalla, Clint Barton critica el feminismo en general y les dice a las mujeres Vengadoras: "¡Ustedes, pájaros, finalmente aprendieron la lección sobre ese toro de liberación de mujeres!" La Bruja Escarlata defiende inmediatamente el feminismo y advierte que, si es necesario, las Damas Libertadoras pueden reformarse algún día. Avispa está de acuerdo.

### El Equipo de She-Hulk
Poco después de los eventos de World War Hulk, aparece un nuevo Red Hulk y comienza a perseguir una agenda siniestra. Red Hulk luego lucha contra Bruce Banner, el Hulk original, hasta detenerlo. Para ayudar a Hulk contra Red Hulk, Iron Man recluta a un grupo de héroes, incluida la prima de Banner, Jennifer Walters, la heroína llamada She-Hulk. A pesar de sus esfuerzos, Red Hulk derrota a la mayoría de los héroes reunidos o lucha contra ellos hasta detenerlos. El Hulk verde original derrota al Hulk rojo y luego se va, satisfecho.
Al ver a Red Hulk como una amenaza que no debe dejarse solo para vagar libremente, S.H.I.E.L.D. recluta a She-Hulk para formar un grupo de trabajo para someterlo. S.H.I.E.L.D. espera que cuando Red Hulk esté inconsciente, vuelva a su forma humana y se revele su identidad, como sucedió a menudo con el Hulk original y, a veces, con la propia She-Hulk cuando quedaron inconscientes. She-Hulk está particularmente ansiosa por luchar contra Red Hulk nuevamente.
Habiendo servido como Vengadora y miembro de los Cuatro Fantásticos, y debido a que conoció a otros héroes durante varias aventuras, She-Hulk recurre a varios aliados que ella cree que tienen el poder necesario para luchar efectivamente contra Red Hulk. Decide centrarse en reclutar mujeres superheroínas aliadas. Después de varias llamadas, solo la guerrera de la línea de tiempo alternativa Thundra y la heroína Valquiria llegan para unirse al equipo de She-Hulk. El trío lucha contra Red Hulk, dañando el Monte Rushmore en el proceso. Luego se les unen Susan Richards de los Cuatro Fantásticos, Tigra,  Viuda Negra, Patsy Walker en su identidad como Gata Infernal, Spider-Woman (Jessica Drew) y Tormenta de los X-Men. Se dice que Carol Danvers también quería unirse al equipo, pero estaba en medio de una situación en Las Vegas con Bruce Banner, quien se había transformado en la versión de piel gris de Hulk (una historia que se contó durante el mismos problemas que presentaban al equipo de She-Hulk).
Trabajando juntos, el grupo somete a Red Hulk, dejándolo inconsciente y encadenándolo. Para su sorpresa, no vuelve a su forma humana. Después de que ha pasado un tiempo, Red Hulk (que solo fingía estar inconsciente) escapa. Su misión fue un fracaso, los héroes reunidos repararon el daño causado por su batalla y luego se separaron.
Este grupo de trabajo no tiene nombre en la historia, pero se llama "Damas Libertadoras" en la portada de Hulk vol. 2 # 9 y en la narración de los números 8 y 9, por lo que los fanáticos hicieron lo mismo y se refirieron a él como el segundo equipo en usar ese nombre. Viuda Negra es el único héroe que sirve tanto en el equipo original organizado por Amora como en el segundo equipo organizado por She-Hulk. Aunque ambos equipos tienen una Valquiria, con la misma apariencia general, las dos Valquirias son personajes diferentes.